# Pegias
Pegias é um género de bivalve da família Unionidae.
Este género contém as seguintes espécies:
- Pegias fabula